# معركة عمان (1970)
معركة عمّان أو مذبحة أيلول وقعت في أيلول 1970 بين قوات منظمة التحرير الفلسطينية والجيش الأردني. اعتبرت حكومة الملك حسين أن سبب المعركة هو اختطاف الطائرات الذي قامت به الجبهة الشعبية لتحرير فلسطين في 6 أيلول. في 17 أيلول، شن الجيش هجومًا كبيرًا على قواعد الكوماندوز الفلسطينية في عمان
كانت الولايات المتحدة تؤيد التدخل الإسرائيلي لمساعدة حسين بن طلال، ولكن هذا التدخل لم يكن ضروريًا. انتهى العنف بعد أن وافقت الأطراف على اتفاق وقف إطلاق النار الذي تم توقيعه في القاهرة في مصر

## خلفية
بعد الهزيمة الساحقة أمام إسرائيل في حرب حزيران عام 1967 أعادت الحكومة الأردنية التأكيد على وحدة ضفتي نهر الأردن، أي بين الأردن والفلسطينيين، وهي الرابطة التي لن "تنكسر" أبدًا تحت حكم الملك حسين، وفقًا لرئيس الوزراء آنذاك. وفي غضون أشهر قليلة، أصبحت الحدود الأردنية قاعدة محورية للمقاتلين لشن هجمات ضد الجيش الإسرائيلي.
تصاعدت الخلافات بين منظمة التحرير الفلسطينية والملك حسين بداية من عام 1968. وبحلول عام 1970، توسعت قوات الكوماندوز الفلسطينية إلى الحد الذي جعلها تنشىء مؤسسات تعليمية وعسكرية واجتماعية موازية في الأردن. خشي الملك من القوة المتنامية للفلسطينيين، والتي قد تؤدي في النهاية إلى الإطاحة به. بدأ الفدائيون الفلسطينيون يطالبون علنًا بالإطاحة بحسين. قبل أسابيع فقط من بدء الأعمال العدائية الكبرى، وافق المجلس الوطني الفلسطيني على تنظيم عملية ثورية من شأنها أن تؤدي إلى إقامة "حكم وطني" في الأردن. كان الجيش الملكي يتألف في الغالب من بدو شرق الأردن الذين كانوا شديدي الولاء لنظام الملك حسين

## الأحداث
في أيلول 1970، اختطفت الجبهة الشعبية لتحرير فلسطين طائرتين أجنبيتين (رحلة TWA رقم 741 ورحلة Swissair رقم 100) ونقلتهما إلى مطار داوسون بالقرب من الزرقاء. هدد الخاطفون بتفجير أنفسهم والطائرات إذا جرت أي محاولة لاقتحام الطائرات. أعطت الجبهة الشعبية الحكومة السويسرية 72 ساعة للإفراج عن ثلاثة من الكوماندوز الفلسطينيين الذين يقضون أحكامًا بالسجن لمدة 12 عامًا لمهاجمة شركة طيران إسرائيلية في زيورخ عام 1969. وقُدِّر أن هناك 90 أمريكيًا و50 إسرائيليًا بين الركاب على متن الطائرة السويسرية. فكرت إدارة نيكسون في التدخل، حيث طلب رؤساء الأركان المشتركة الإذن بوضع السفينة الحربية يو إس إس إندبندنس على بعد 100 ميل حيادي من ساحل لبنان إسرائيل كانت أمريكا تقيم احتمال تدخل إسرائيل والأضرار التي قد تلحق بالملك حسين نتيجة لذلك اقترحت المملكة المتحدة عقد اجتماع لمجلس الأمن التابع للأمم المتحدة لمناقشة أزمة اختطاف الطائرات. وفي الوقت نفسه، كانت القوات العسكرية الأمريكية تستعد للطائرات للإجلاء. تم نقل ست طائرات من طراز سي-130 إلى قاعدة إنجرليك الجوية في تركيا. في 9 سبتمبر، اختطفت طائرة ركاب ثالثة، بريطانية، وتم نقلها إلى الأردن. دعا الاتحاد السوفييتي جميع القوى إلى تجنب التدخل. نص الاتفاق المقترح على حظر جميع الأنشطة العسكرية في العاصمة والهجمات من قبل أي طرف ضد الطرف الآخر أو ضد المدنيين والممتلكات.